# رونالد دريفر
رونالد وليام بيرست دريفر (بالإنجليزية: Ronald Drever)‏ (26 أكتوبر 1931 - 7 مارس 2017) فيزيائي تجريبي اسكتلندي. كان أستاذًا فخريًا في معهد كاليفورنيا للتكنولوجيا.